# Coronet Cars

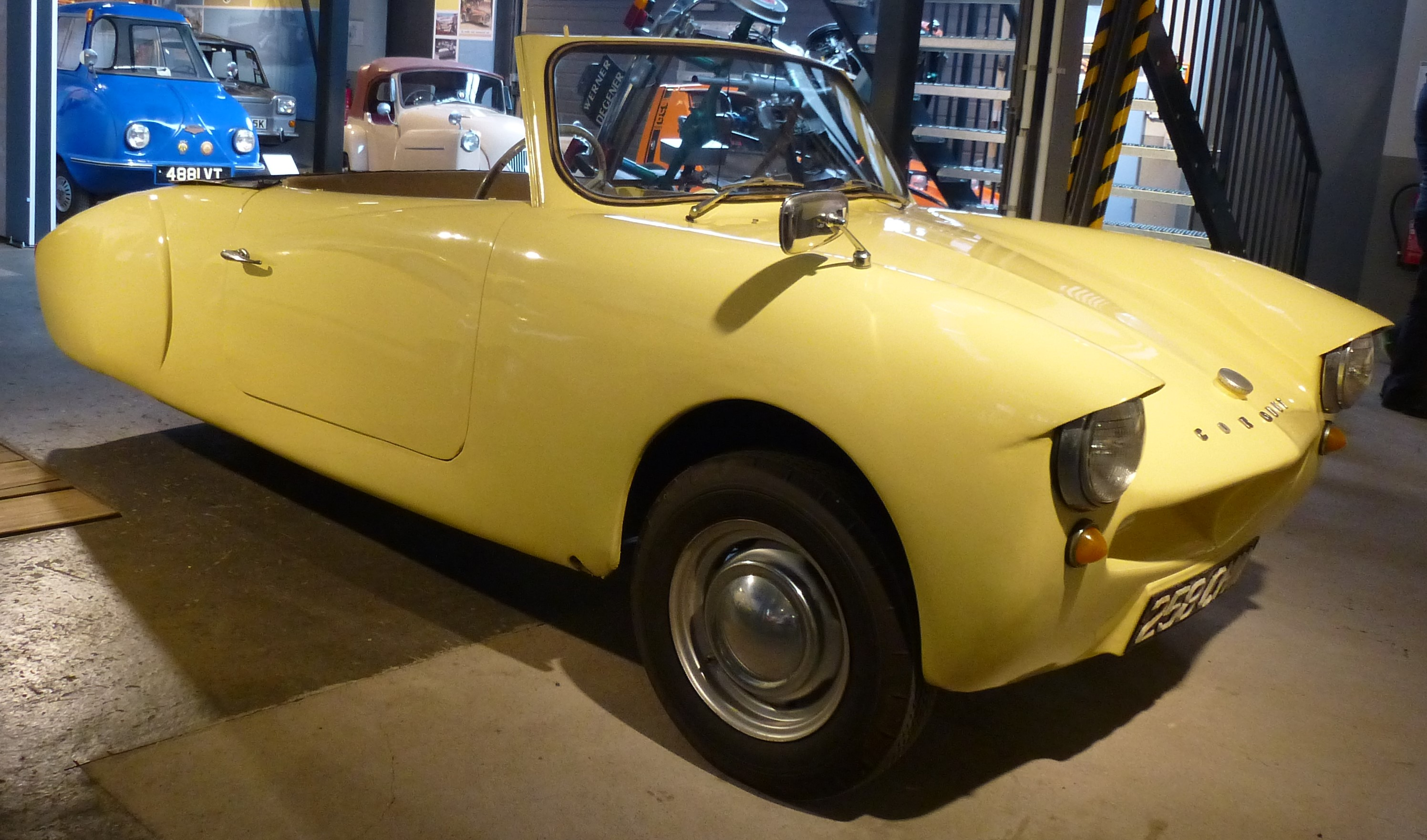
Coronet von 1958

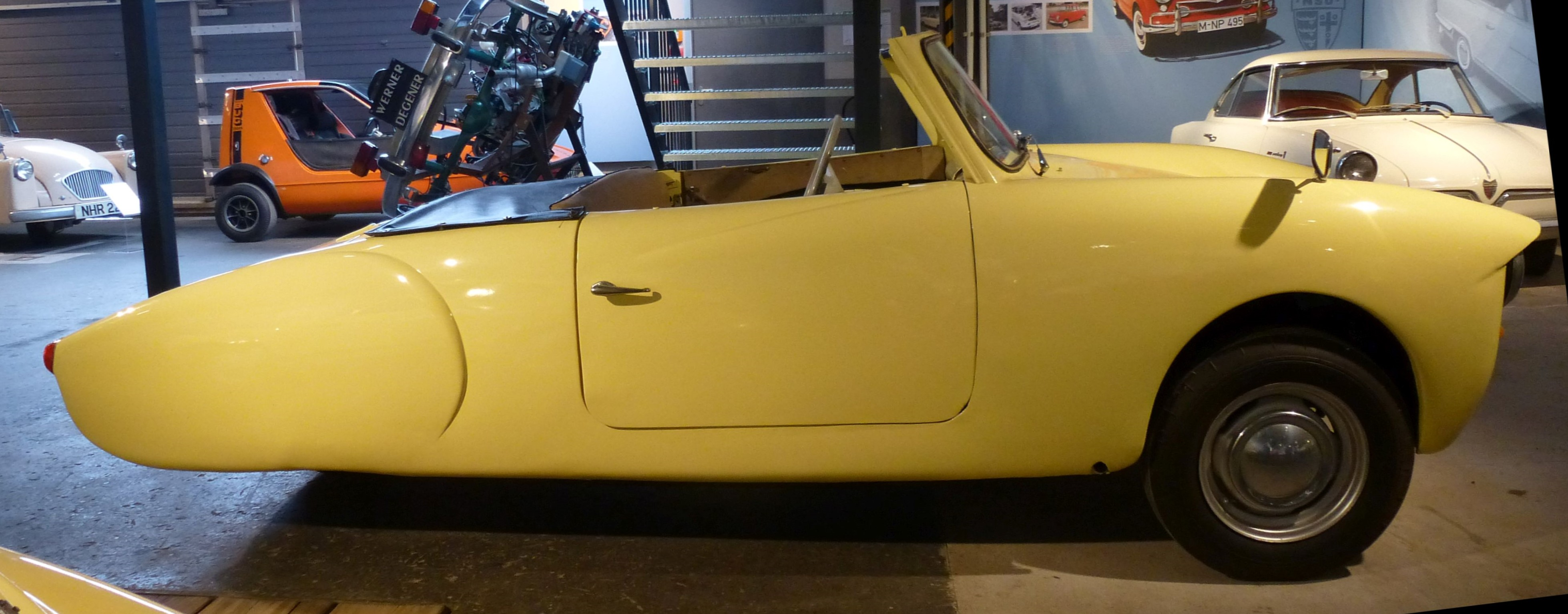
Seitenansicht

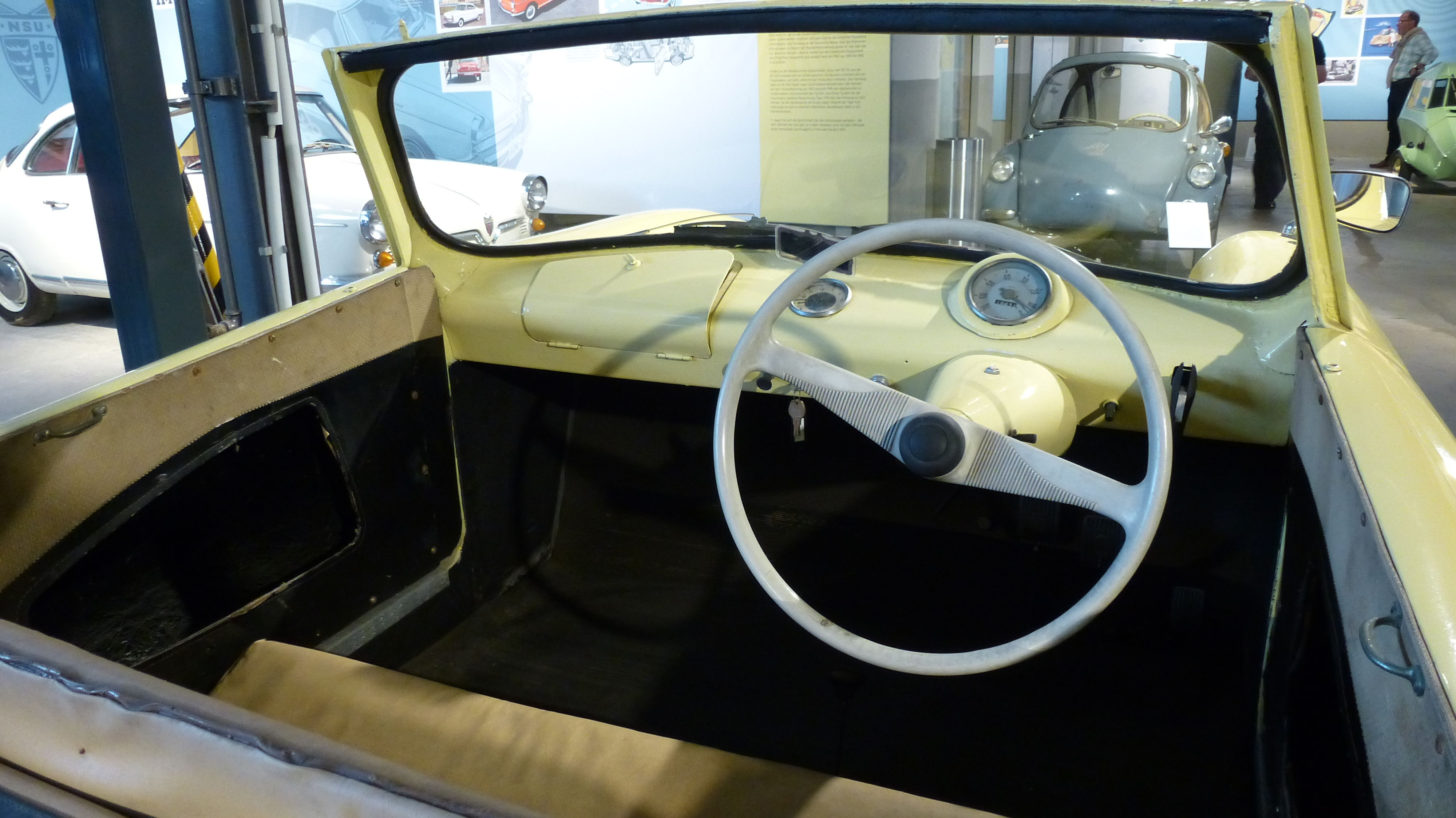
Interieur

Coronet Cars Ltd. war ein britischer Hersteller von Automobilen.

## Unternehmensgeschichte
Das Unternehmen Coronet Cars Limited aus Denham in Buckinghamshire begann 1957 mit der Produktion von Kleinwagen. 1960 endete die Produktion.

## Fahrzeuge
Das einzige angebotene Modell war ein Dreirad, bei dem sich das einzelne Rad hinten befand. Es war ein offener Zweisitzer. Es kam ein Zweizylinder-Zweitaktmotor von Excelsior mit 328 cm³ Hubraum zum Einsatz, der 18 PS leistete.
Ein Fahrzeug dieser Marke war ab Juni 2018 in der Sonderausstellung Kleinwagen im PS-Speicher ausgestellt.